# Orlando Escárate
Orlando Escárate Valdés (Santiago, 19 de enero de 1954-ibíd., 20 de noviembre de 2012) fue un periodista chileno. Se desempeñó como director del diario La Cuarta entre 2009 y 2010.

## Biografía
Estudió Periodismo en la Universidad de Chile. Trabajó en la radio Portales entre 1973 y 1974, y en la agencia Orbe entre 1974 y 1977. Ese mismo año, ingresó a trabajar al diario La Tercera, donde fue redactor y editor de la sección deportiva. Una de sus entrevistas más recordadas es la que realizó al portero de la Selección chilena de fútbol Roberto "Cóndor" Rojas, publicada el 25 de mayo de 1990, en la cual el deportista admitió la responsabilidad en el incidente conocido como el Maracanazo de la selección chilena, ocurrido el 3 de septiembre de 1989.
Paralelamente a su paso por La Tercera trabajó en revistas como Ercilla, Foto Sport, Deporte Total (1981-1987), Minuto 90 y Don Balón (1995-1997), y en las radios Chilena (1983-1987), Portales (1988-1989), Nacional (1996), Santiago (1998-2000) y Colo Colo (2003). Entre mayo de 2001 y junio de 2002 fue editor general del vespertino La Voz de la Tarde, y luego fue editor en La Nación, cargo que dejó en noviembre de 2003.
En diciembre de 2003 se integró al diario La Cuarta como subdirector. En 2009, tras la salida del director fundador del periódico, Diozel Pérez Vergara, asumió la dirección del matutino hasta agosto de 2010. Posteriormente fue gestor, director y escritor en la revista La Magia Azul, dedicada al Club Universidad de Chile, y trabajó en la radio Universidad de Chile.
A comienzos de 2011 le fue diagnosticado un linfoma no-Hodgkin, el que le provocó la muerte en noviembre de 2012.